# 敦賀市
敦賀市（日语：／ Tsuruga shi */?）是位于日本福井縣南部的城市，北側臨敦賀灣，東南側為野坂山地，西南側為比良山地，主要市區位於笙之川和井口川下游的沖積平原；南側野坂山地與比良山地之間為過去日本過去近江通往北陸道的隘口愛發關，再加上水深足夠的敦賀灣，自古即是在日本海側的主要港口，也因此敦賀也就成為自關西進入北陸道後的交通樞紐。
敦賀灣也是日本海距離琵琶湖最近的地方，兩者之間的最近距離不到20公里；因此過去長期以來一直有人提出自此興建長約二十公里運河接至琵琶湖的構想，就可以利用琵琶湖所屬的淀川再接往日本在太平洋一側的瀨戶內海，或是往東南另建運河接入伊勢灣，成為日本橫斷運河。
敦賀也是日本最早開始試驗核能發電的地方，位於敦賀半島最北端的普賢核能發電廠和核反應爐文殊都是屬於日本原子能研究开发机构的研究設施，屬於日本核能發電的敦賀發電廠更是全日本第二個開始啟用的商用核電廠。

## 人口
| 敦賀市人口分布圖 |                                               |  |
| 敦賀市與日本全國年齡別人口分布比較圖 （2005年資料） | 敦賀市的年齡、男女別人口分布圖 （2005年資料） |  |
| ■紫色是敦賀市 ■綠色是全国 | ■藍色是男性 ■紅色是女性                       |  |
| 敦賀市人口變化 \| 1970年 \| 56,445人 \| \| \| 1975年 \| 60,205人 \| \| \| 1980年 \| 61,844人 \| \| \| 1985年 \| 65,670人 \| \| \| 1990年 \| 68,041人 \| \| \| 1995年 \| 67,204人 \| \| \| 2000年 \| 68,145人 \| \| \| 2005年 \| 68,402人 \| \| \| 2010年 \| 67,760人 \| \| \| 2015年 \| 66,165人 \| \| \| 2020年 \| 64,264人 \| \| |                                               |  |
| 資料來源：日本總務省統計中心提供之人口普查數據 |                                               |  |
| 1970年 | 56,445人                                      |  |
| 1975年 | 60,205人                                      |  |
| 1980年 | 61,844人                                      |  |
| 1985年 | 65,670人                                      |  |
| 1990年 | 68,041人                                      |  |
| 1995年 | 67,204人                                      |  |
| 2000年 | 68,145人                                      |  |
| 2005年 | 68,402人                                      |  |
| 2010年 | 67,760人                                      |  |
| 2015年 | 66,165人                                      |  |
| 2020年 | 64,264人                                      |  |

## 氣候
在日本的氣象分類中，敦賀屬於日本海側氣候，在春季由於日本海上的低壓，使得南風變強，濕度較低，在春末至初夏期間則由於梅雨鋒面而進入雨季；進入夏季後由於季風的影響而成為高溫多濕的天氣，冬季則由於西北季風，來自亞洲大陸的冷空氣直接越過日本海抵達本地而帶來大量降雪，因此也成為依據豪雪地帶對策特別措置法所指定的豪雪地帶。
| 敦賀市                 | 敦賀市        | 敦賀市       | 敦賀市       | 敦賀市       | 敦賀市       | 敦賀市       | 敦賀市       | 敦賀市       | 敦賀市       | 敦賀市       | 敦賀市       | 敦賀市        | 敦賀市          |
| 月份                   | 1月           | 2月          | 3月          | 4月          | 5月          | 6月          | 7月          | 8月          | 9月          | 10月         | 11月         | 12月          | 全年            |
| ---------------------- | ------------- | ------------ | ------------ | ------------ | ------------ | ------------ | ------------ | ------------ | ------------ | ------------ | ------------ | ------------- | --------------- |
| 平均高温 °C（°F）      | 6.9 (44.4)    | 7.2 (45.0)   | 10.8 (51.4)  | 17.2 (63.0)  | 21.9 (71.4)  | 25.0 (77.0)  | 29.3 (84.7)  | 31.1 (88.0)  | 26.7 (80.1)  | 21.2 (70.2)  | 15.9 (60.6)  | 10.3 (50.5)   | 18.6 (65.5)     |
| 日均气温 °C（°F）      | 3.9 (39.0)    | 4.0 (39.2)   | 6.9 (44.4)   | 12.9 (55.2)  | 17.5 (63.5)  | 21.3 (70.3)  | 25.5 (77.9)  | 27.0 (80.6)  | 22.7 (72.9)  | 16.8 (62.2)  | 11.8 (53.2)  | 6.9 (44.4)    | 14.8 (58.6)     |
| 平均低温 °C（°F）      | 1.0 (33.8)    | 0.9 (33.6)   | 3.0 (37.4)   | 8.5 (47.3)   | 13.2 (55.8)  | 17.8 (64.0)  | 22.3 (72.1)  | 23.5 (74.3)  | 19.2 (66.6)  | 12.7 (54.9)  | 7.7 (45.9)   | 3.5 (38.3)    | 11.1 (52.0)     |
| 平均降水量 mm（）      | 312.0 (12.28) | 207.1 (8.15) | 167.9 (6.61) | 146.2 (5.76) | 146.8 (5.78) | 216.2 (8.51) | 220.2 (8.67) | 130.9 (5.15) | 220.6 (8.69) | 157.0 (6.18) | 190.4 (7.50) | 303.6 (11.95) | 2,418.9 (95.23) |
| 平均降雪量 cm（）      | 118 (46)      | 92 (36)      | 19 (7.5)     | 0 (0)        | 0 (0)        | 0 (0)        | 0 (0)        | 0 (0)        | 0 (0)        | 0 (0)        | 1 (0.4)      | 34 (13)       | 264 (102.9)     |
| 平均相對濕度（％）     | 75            | 73           | 69           | 68           | 69           | 75           | 77           | 74           | 76           | 73           | 72           | 73            | 73              |
| 月均日照時數           | 63.7          | 72.1         | 133.3        | 162.9        | 192.7        | 144.2        | 170.1        | 205.3        | 141.6        | 147.5        | 108.6        | 75.9          | 1,617.9         |
| 来源：NOAA (1961-1990) |               |              |              |              |              |              |              |              |              |              |              |               |                 |

## 歷史

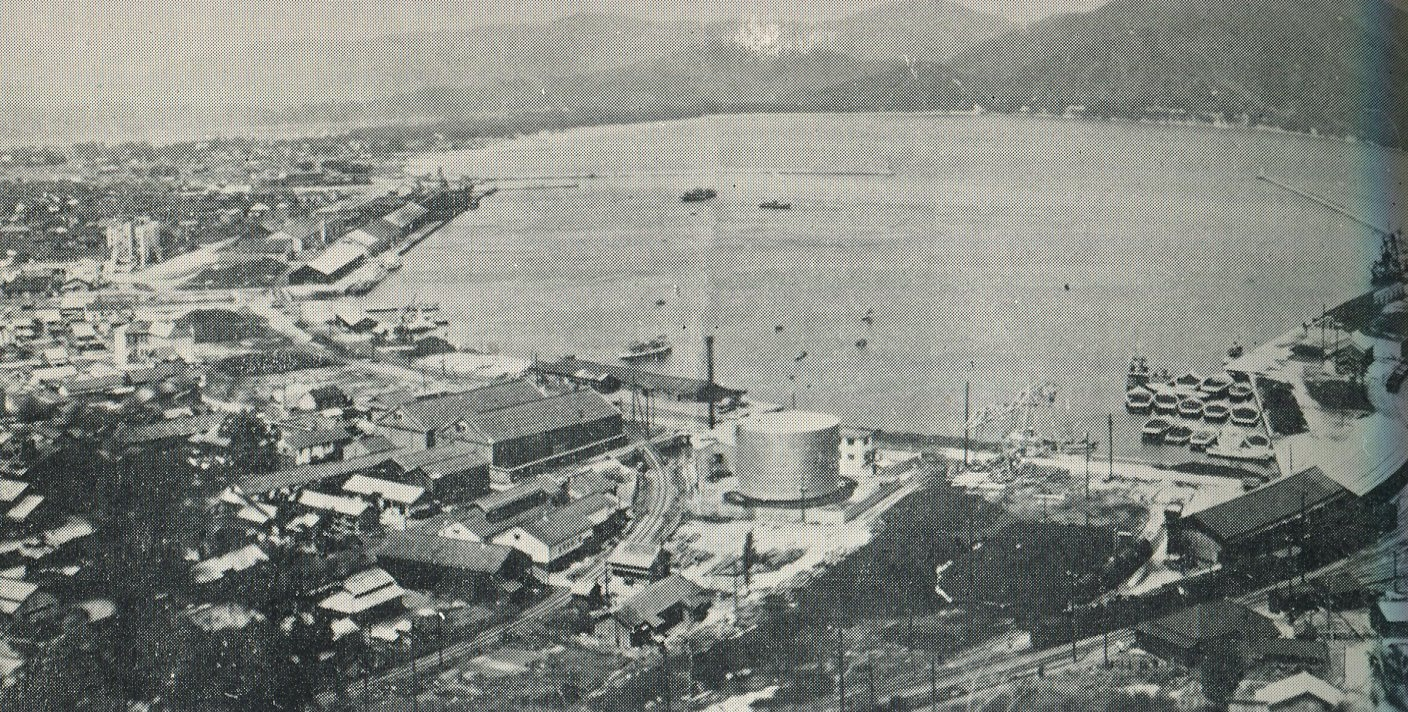
約1960年前後的敦賀港

現在的敦賀市轄區與過去令制國時代的越前國敦賀郡相同，1889年日本實施町村制後，在敦賀郡內設立了敦賀町、東浦村、東鄉村、中鄉村、愛發村、粟野村、松原村共七個行政區劃，1937年位於敦賀灣南側的敦賀町與位於敦賀灣西側的松原村合併為敦賀市，其餘五個村則在1955年併入敦賀市，自此敦賀市也就完全取代了敦賀郡。

### 變遷表
| 1889年4月1日 | 1889年 - 1912年 | 1912年 - 1944年           | 1945年 - 1954年           | 1955年 - 1989年           | 1989年 - 現在 | 現在   |
| ------------ | --------------- | ------------------------- | ------------------------- | ------------------------- | ------------- | ------ |
| 敦賀町       | 敦賀町          | 1937年4月1日 合併為敦賀市 | 1937年4月1日 合併為敦賀市 | 1937年4月1日 合併為敦賀市 | 敦賀市        | 敦賀市 |
| 松原村       |                 | 1937年4月1日 合併為敦賀市 | 1937年4月1日 合併為敦賀市 | 1937年4月1日 合併為敦賀市 | 敦賀市        | 敦賀市 |
| 東浦村       | 東浦村          | 東浦村                    | 東浦村                    | 1955年1月15日 併入敦賀市  | 敦賀市        | 敦賀市 |
| 東鄉村       |                 |                           |                           | 1955年1月15日 併入敦賀市  | 敦賀市        | 敦賀市 |
| 中鄉村       |                 |                           |                           | 1955年1月15日 併入敦賀市  | 敦賀市        | 敦賀市 |
| 愛發村       |                 |                           |                           | 1955年1月15日 併入敦賀市  | 敦賀市        | 敦賀市 |
| 粟野村       |                 |                           |                           | 1955年1月15日 併入敦賀市  | 敦賀市        | 敦賀市 |

## 行政

### 歷任市長
| 屆       | 姓名         | 上任日期      | 卸任日期      | 備註                 |
| 官派市長 | 官派市長     | 官派市長      | 官派市長      | 官派市長             |
| -------- | ------------ | ------------- | ------------- | -------------------- |
| 1        | 森本一雄     | 1937年4月     | 1938年11月    | 原敦賀町町長         |
| 2        | 若林義孝     | 1938年12月    | 1940年12月    |                      |
| 3        | 末原貫一郎   | 1941年4月     | 1945年4月     |                      |
| 4        | 田保仁左衛門 | 1945年4月     | 1946年9月     | 因公職追放而被迫辭職 |
| 民選市長 |              |               |               |                      |
| 5        | 川原與作     | 1947年4月30日 | 1951年4月29日 |                      |
| 6        | 川原與作     | 1951年4月30日 | 1955年4月29日 |                      |
| 7        | 畑守三四治   | 1955年4月30日 | 1959年4月29日 |                      |
| 8        | 畑守三四治   | 1959年4月30日 | 1963年4月29日 |                      |
| 9        | 畑守三四治   | 1963年4月30日 | 1967年4月29日 |                      |
| 10       | 矢部知惠夫   | 1967年4月30日 | 1971年4月29日 |                      |
| 11       | 矢部知惠夫   | 1971年4月30日 | 1975年4月29日 |                      |
| 12       | 矢部知惠夫   | 1975年4月30日 | 1979年4月29日 |                      |
| 13       | 高木孝一     | 1979年4月30日 | 1983年4月29日 |                      |
| 14       | 高木孝一     | 1983年4月30日 | 1987年4月29日 |                      |
| 15       | 高木孝一     | 1987年4月30日 | 1991年4月29日 |                      |
| 16       | 高木孝一     | 1991年4月30日 | 1995年4月29日 |                      |
| 17       | 河瀨一治     | 1995年4月30日 | 1999年4月29日 | 擊敗現任市長當選     |
| 18       | 河瀨一治     | 1999年4月30日 | 2003年4月29日 |                      |
| 19       | 河瀨一治     | 2003年4月30日 | 2007年4月29日 |                      |
| 20       | 河瀨一治     | 2007年4月30日 | 2011年4月29日 |                      |
| 21       | 河瀨一治     | 2011年4月30日 | 2015年4月29日 |                      |
| 22       | 渕上隆信     | 2015年4月30日 | 2019年4月29日 |                      |
| 23       | 渕上隆信     | 2019年4月30日 | 2023年4月29日 |                      |
| 24       | 米澤光治     | 2023年4月30日 | 現任          |                      |

## 交通

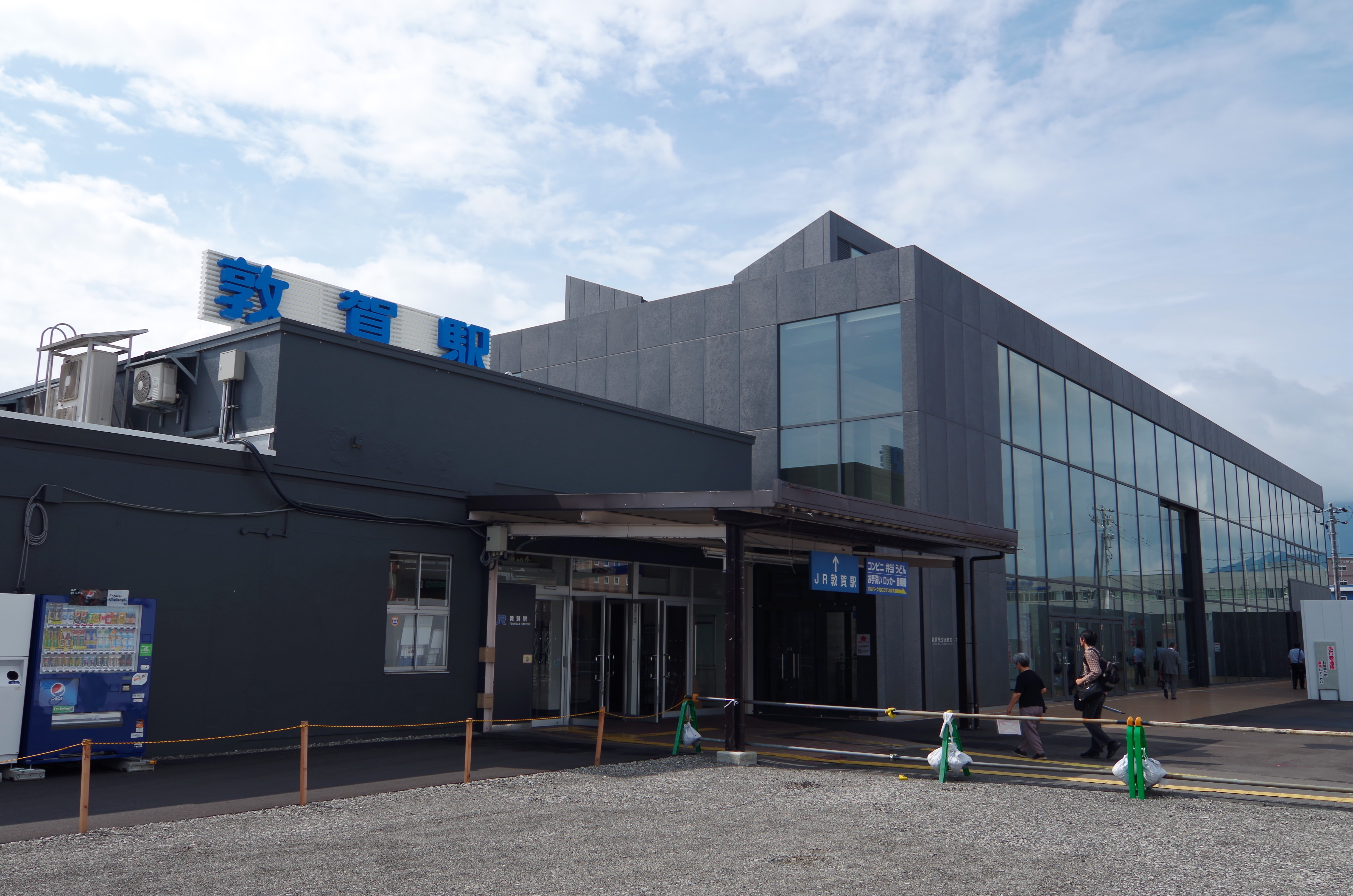
敦賀車站

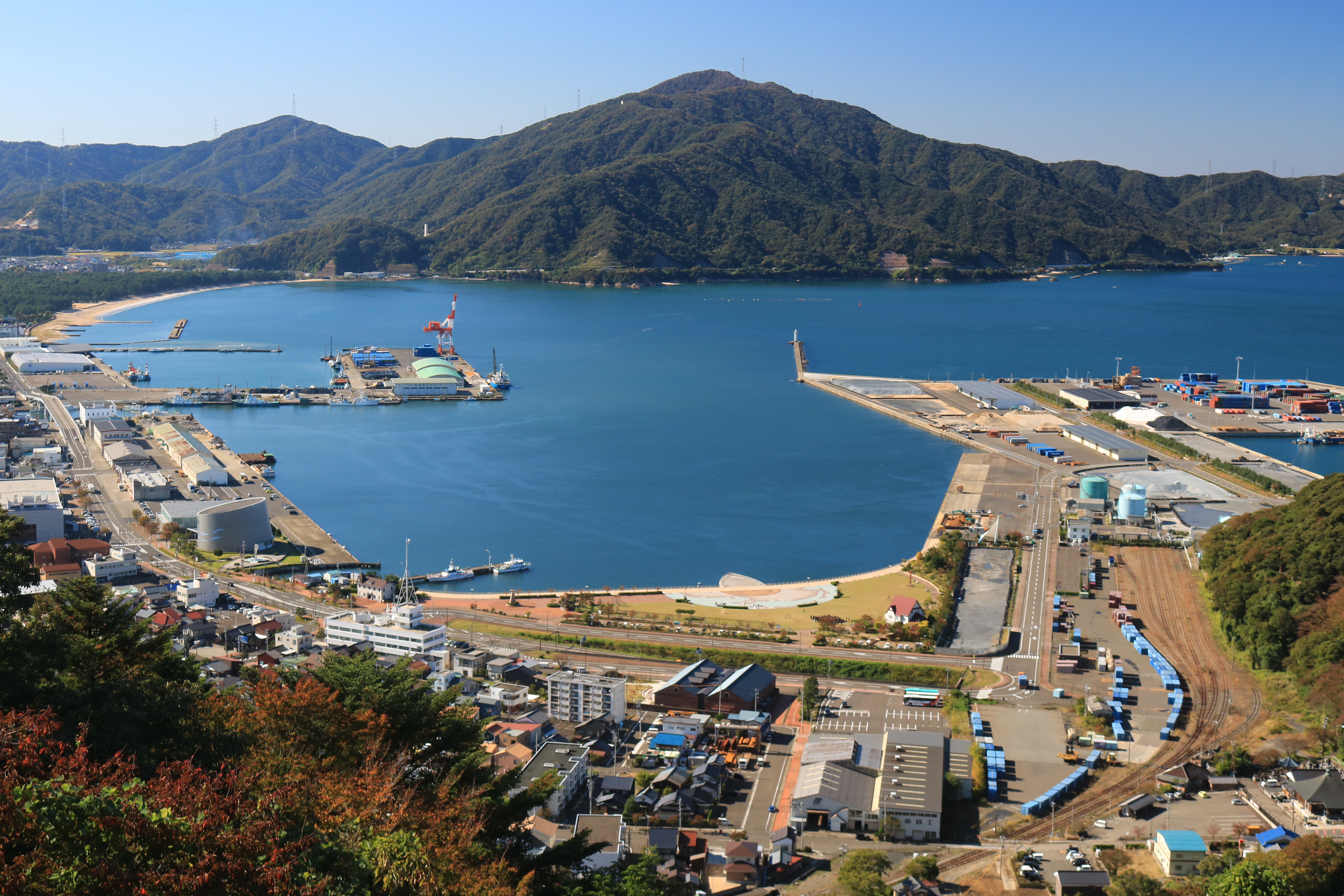
敦賀港

鐵路北陸本線自南側的滋賀縣自此僅入福井縣並經過敦賀市主要市區後，再進入往北通過木之芽峠進入福井縣北部；小濱線也自西部的京都府舞鶴市沿著若狹地方一路進入本市，並在敦賀車站與北陸本線會合，自敦賀車站藉由雷鳥號列車和白鷺號列車可在一個半小時分別抵達大阪車站和名古屋車站。過去在敦賀車站也曾有貨物用支線往北直接接入敦賀港內，不過此條支線已在2009年停止使用，2019年正式廢除。
北陸新幹線可自東京經金澤至敦賀車站，而北陸新幹線未來也規劃將會自敦賀往西延伸，經小濱、京都通至大阪。
高速公路北陸自動車道和舞鶴若狹自動車道也分別自南側和西側進入轄內，舞鶴若狹自動車道自市區南側山麓通過後，與北陸自動車道在市區東側的山麓會合，與鐵路同樣的可以繼續往北越過木之芽峠進入福井縣的北部；利用高速公路約可在一個半小時抵達名古屋市，兩個小時抵達大阪市。在轄區內還有國道8號、國道27號和國道161號可以自主要市區通往轄內各地。
位於主要市區北側的敦賀港在2011年被日本國土交通省列為「日本海側據點港」，有定期的貨運航班往返北海道的苫小牧港、九州的博多港、韓國的釜山港和俄羅斯的海參崴港，JR貨物也在此設有線外貨運站將貨櫃送出。此外，目前新日本海渡輪也有開設自敦賀至北海道苫小牧、新潟港、秋田港的客輪航班。

### 鐵路
- 西日本旅客鐵道
  - 北陸新幹線：（←南越前町） - 敦賀車站
  - 北陸本線：（←長濱市） - 新疋田車站 - 敦賀車站
  - 小濱線：敦賀車站 - 西敦賀車站 - 粟野車站 - （美濱町→）
- Hapi-line Fukui
  - Hapi-line Fukui線：敦賀車站 - （南越前町→）

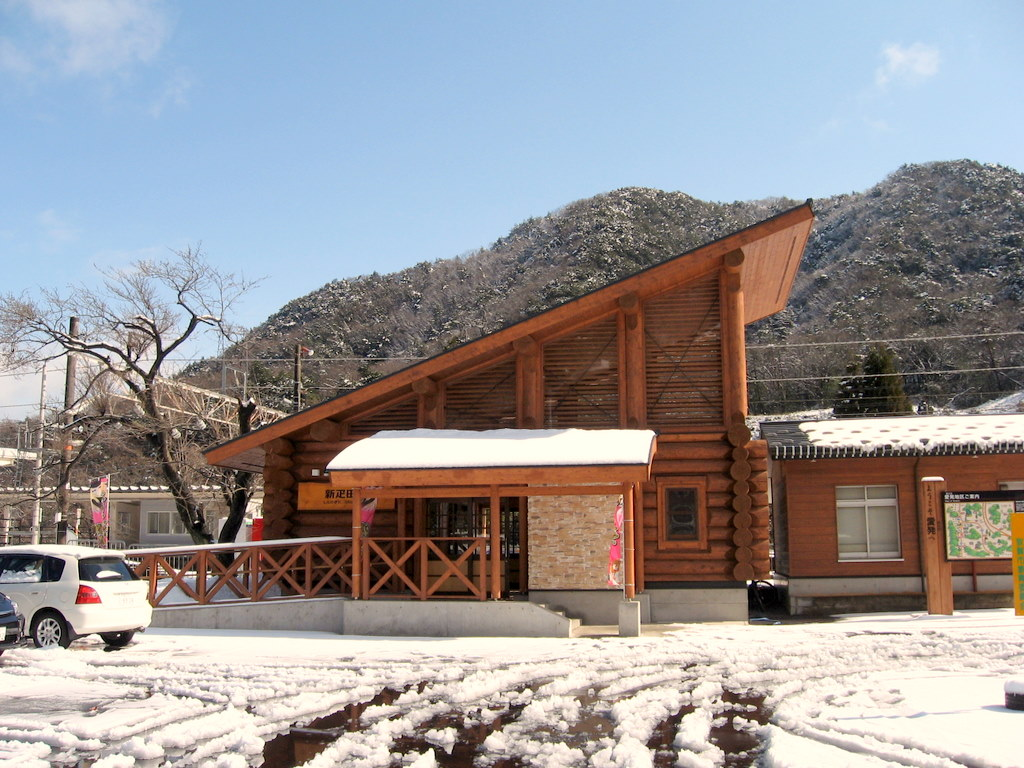
新疋田車站
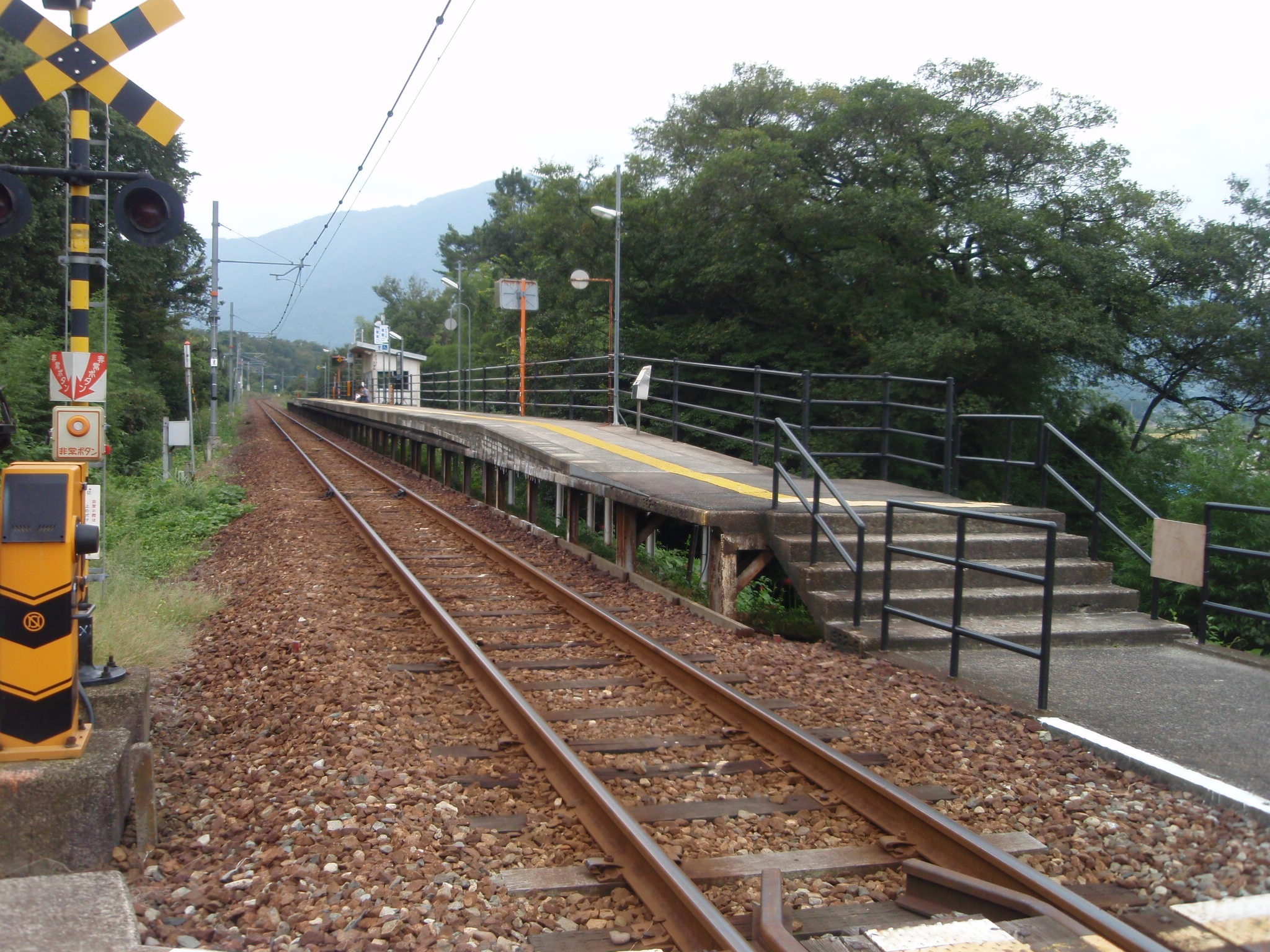
西敦賀車站
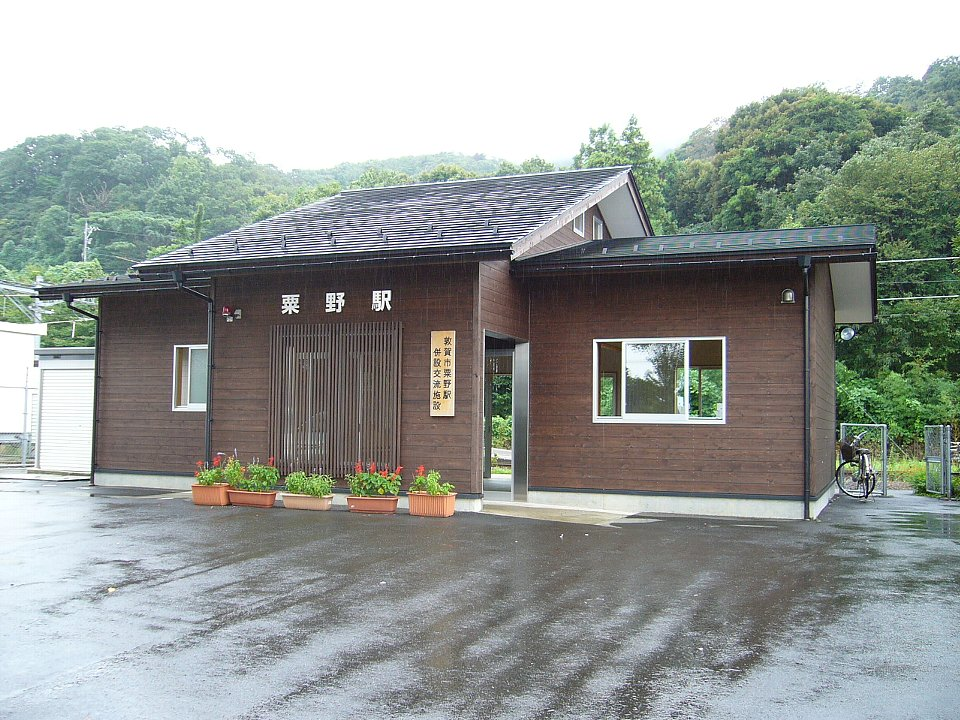
粟野車站

### 公路
高速公路
- 北陸自動車道：（長濱市） - 刀根休息區 - 敦賀系統交流道（日语：敦賀ジャンクション） - 敦賀交流道（日语：敦賀インターチェンジ） - 杉津休息區（日语：杉津パーキングエリア） - （南越前町）
- 舞鶴若狹自動車道：（美濱町） - 敦賀南智慧交流道（日语：敦賀南スマートインターチェンジ） - 敦賀系統交流道

## 觀光資源
整個敦賀灣自笙之川以西開始的區域，包括被列為日本三大松原之一的氣比松原已被劃入若狹灣國定公園，氣比松原早在八世紀完成的《萬葉集》及 《日本書紀》中就曾被紀載，自古以來就是敦賀的名勝；此外以花崗岩節理形成斷崖絶壁的門崎、以透明沙灘海水著名的水島也都在此區域內。
敦賀灣東側海岸除了敦賀港的區域以外，自田結崎以北的海岸以及位於市區東北側天筒山以東的中池見濕地則被劃入越前加賀海岸國定公園的範圍，中池見濕地已有超過10萬年的地質歷史，並累積了超過40深的泥炭層，在約25公頃的範圍內有超過3,000種動植物棲息，現在也已被列入国际重要湿地名录。
位於主要市區東側的氣比神宮傳說建於2世紀末，過去為越前國的一宮，由於敦賀位於當時畿內進入北陸道的入口，同時也是經由敦賀港前往朝鮮半島或中國東北的出入口，因而這座神宮又被朝廷是為「北陸道總鎮守」；過去的神宮建築在二次大戰期間因空襲而燒毀，目前位於神社入口的大鳥居則是建於1645年，現已被列為國家重要文化財產。

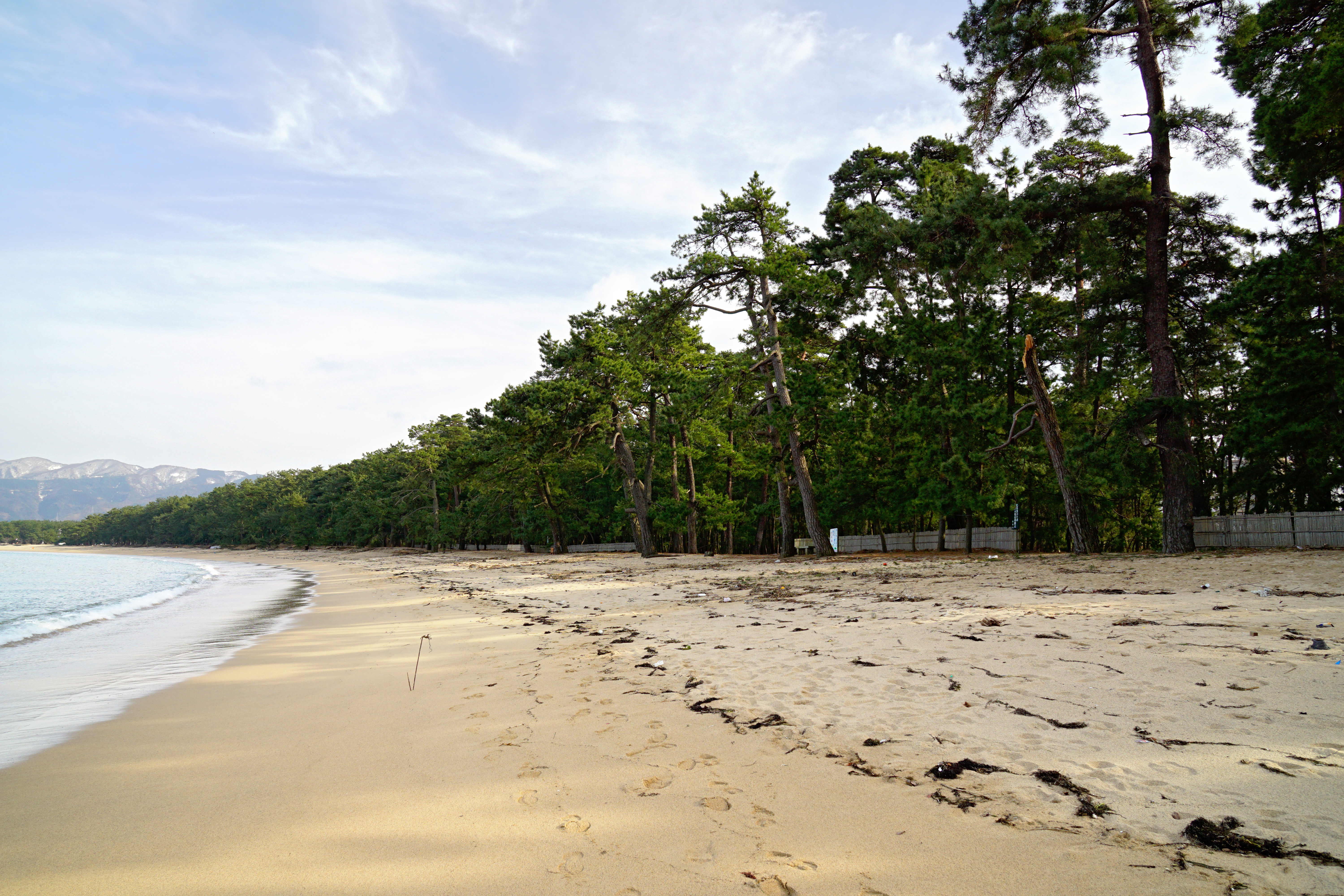
氣比松原
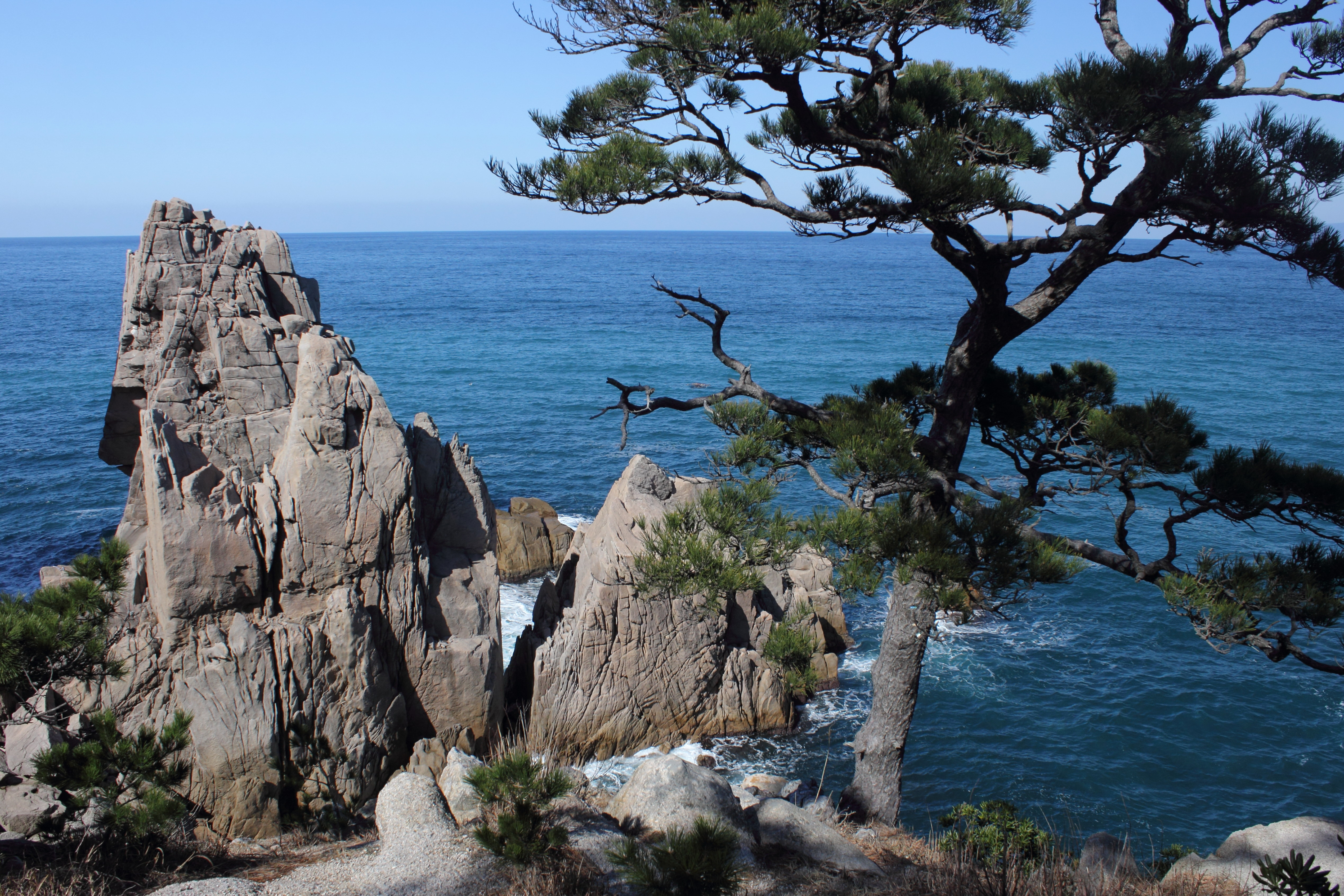
門崎
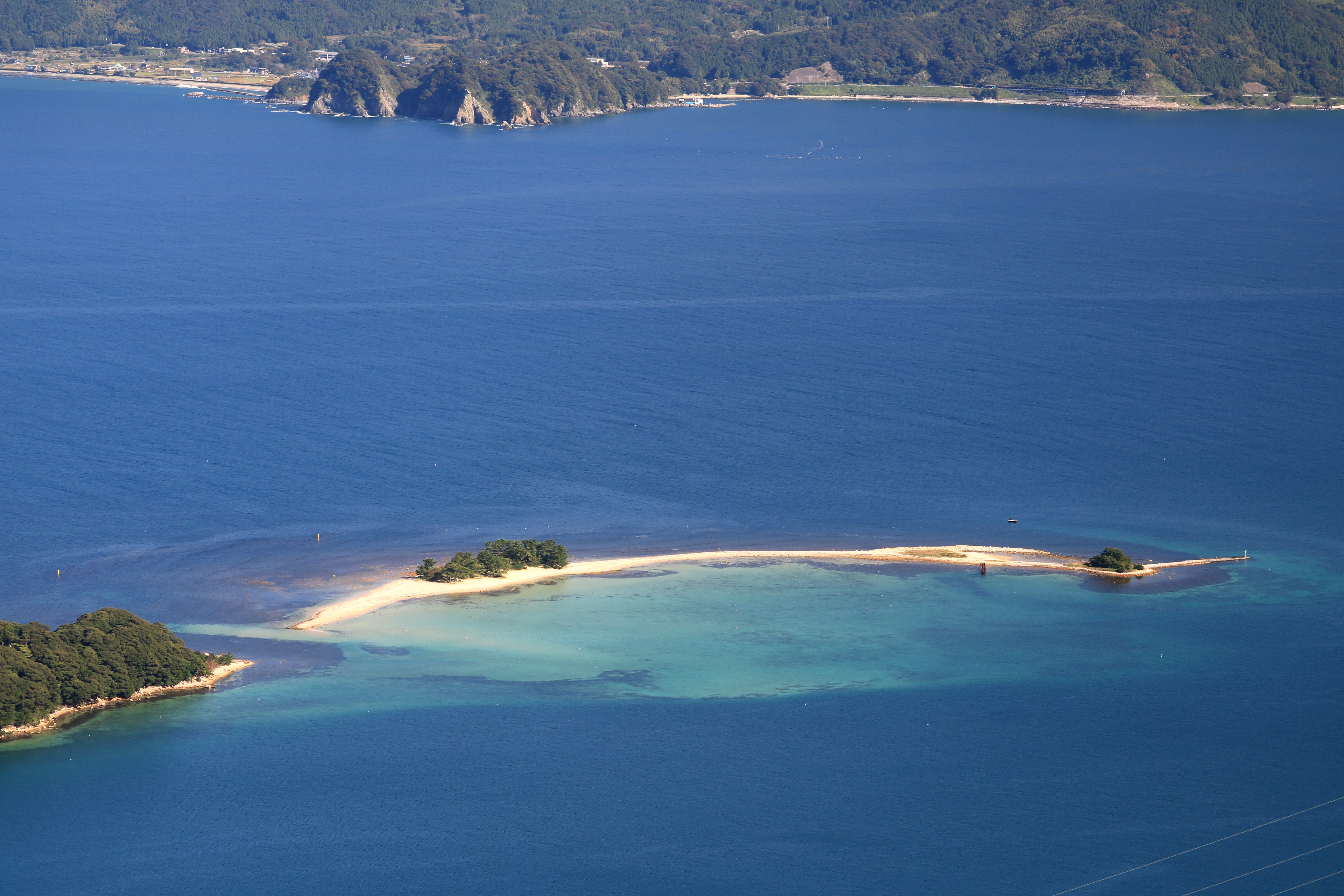
自蠑螺岳看到的水島
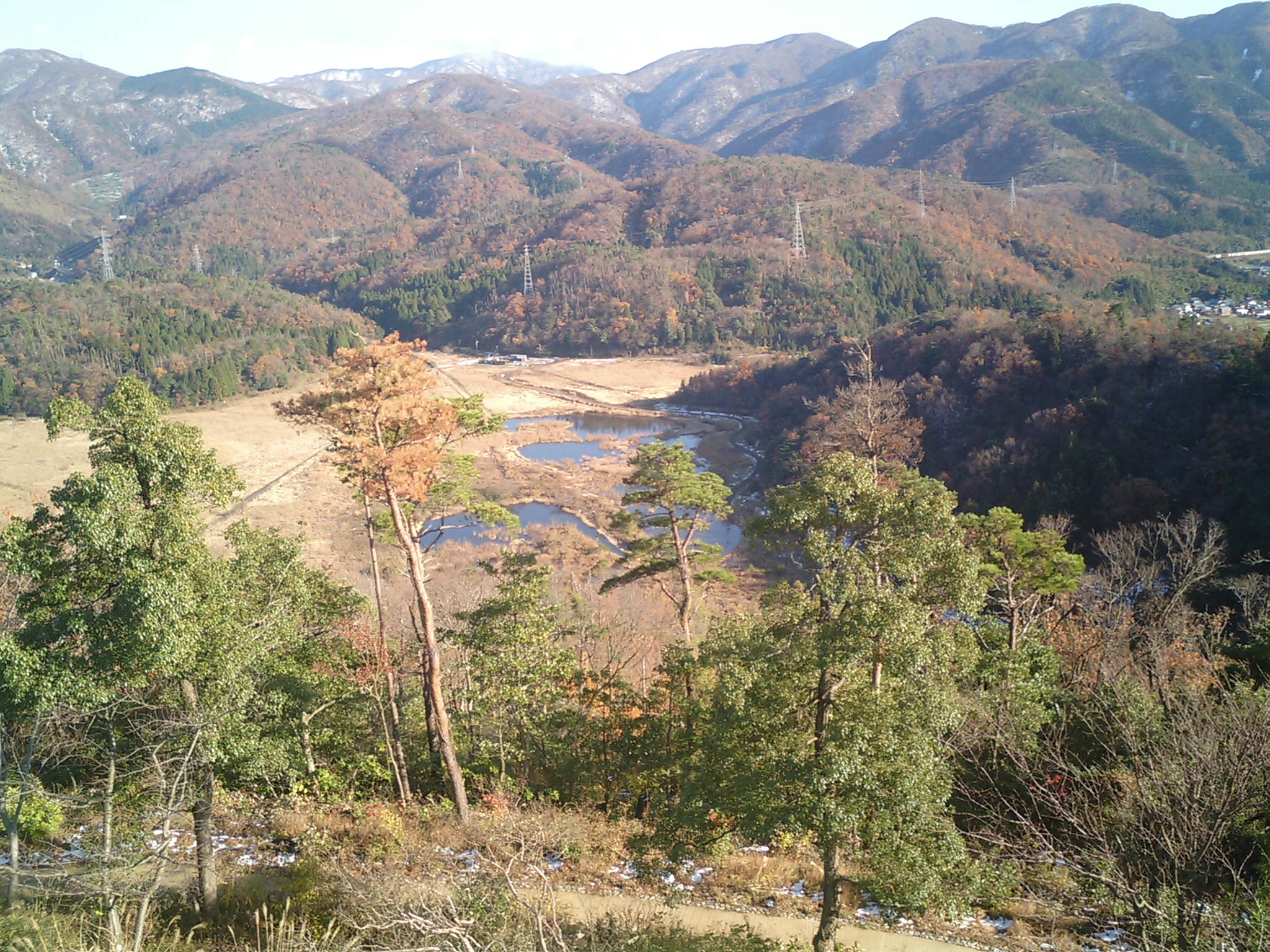
天筒山看到的中池見濕地
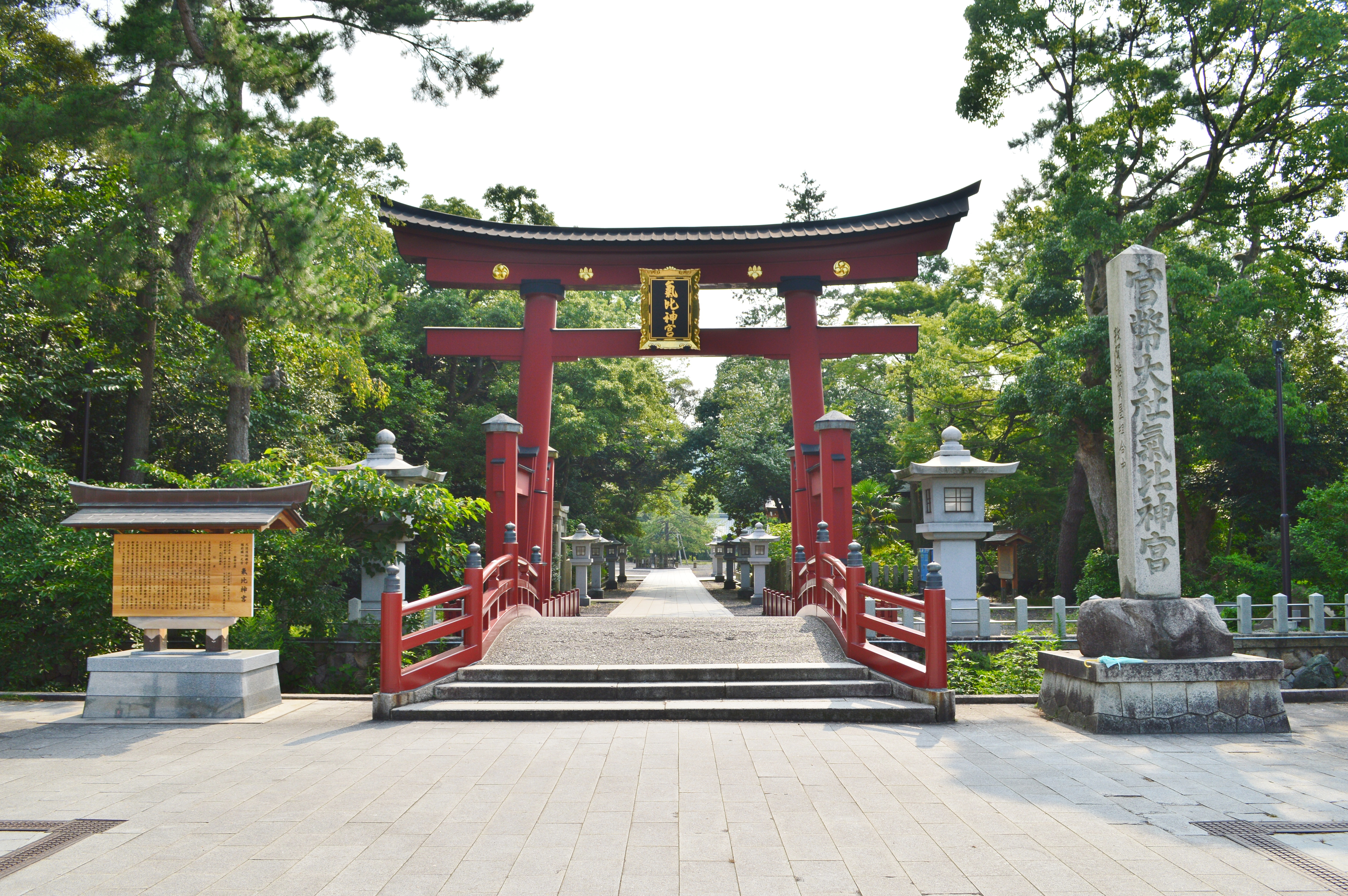
氣比神宮的大鳥居

## 教育
國立的福井大學於2012年將附屬國際核能工學研究所遷至敦賀市內，在敦賀車站前設立敦賀校區；過去在市內還曾有敦贺短期大学，以經營管理及日本歷史學科為主，不過已經在2013年關閉，原校地則由敦賀市立看護專門學校校接手使用，並在2014年改組為敦賀市立看護大學。
本地的三所高中之中，敦賀氣比高等學校的棒球部自1990年代後是甲子園的常客，在過去1920年代至1950年代期間福井縣立敦賀高等學校及其前身福井縣立敦賀商業學校的棒球部也是當時常代表福井縣進軍甲子園的隊伍。

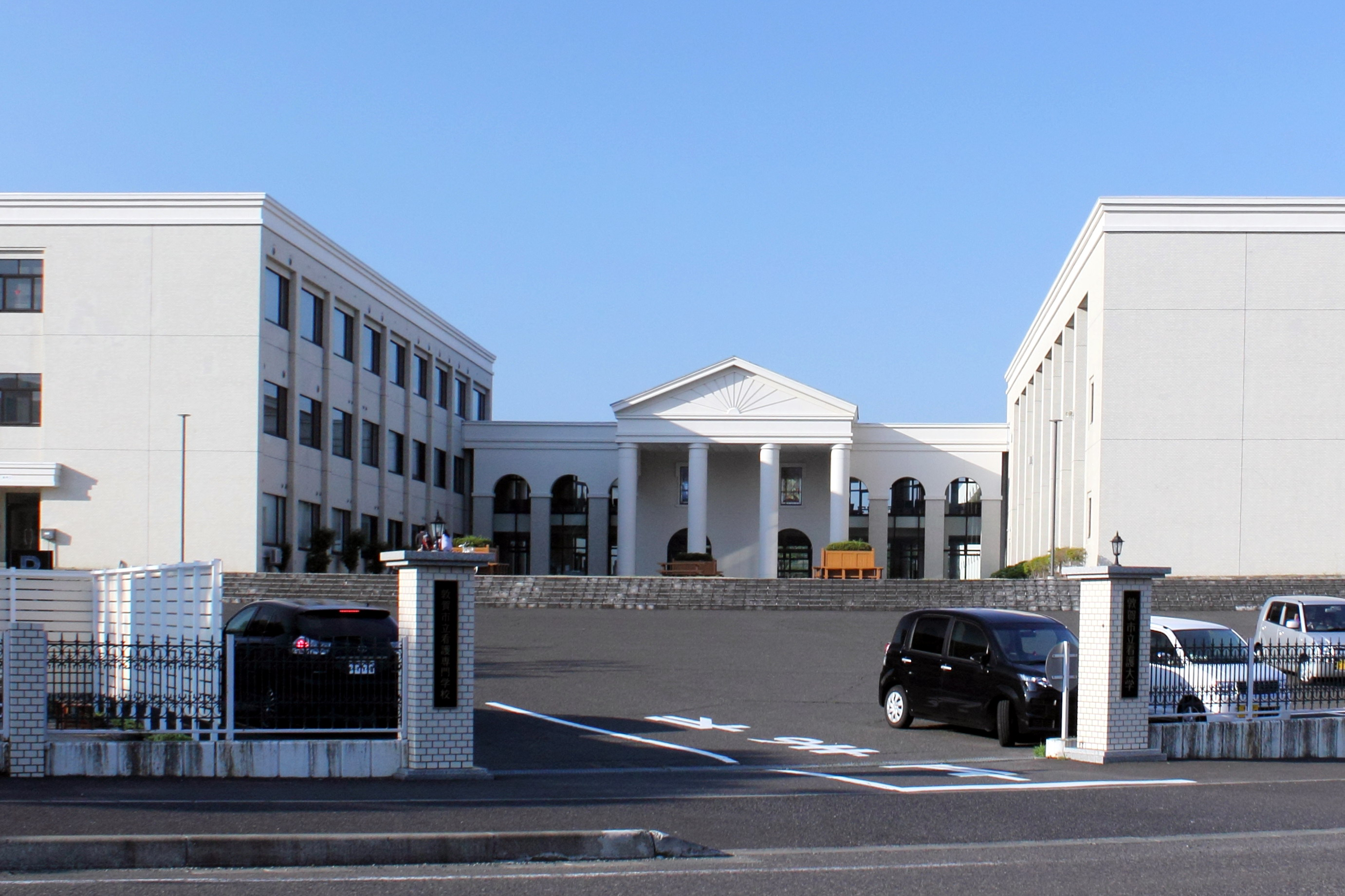
敦賀市立看護大學校門
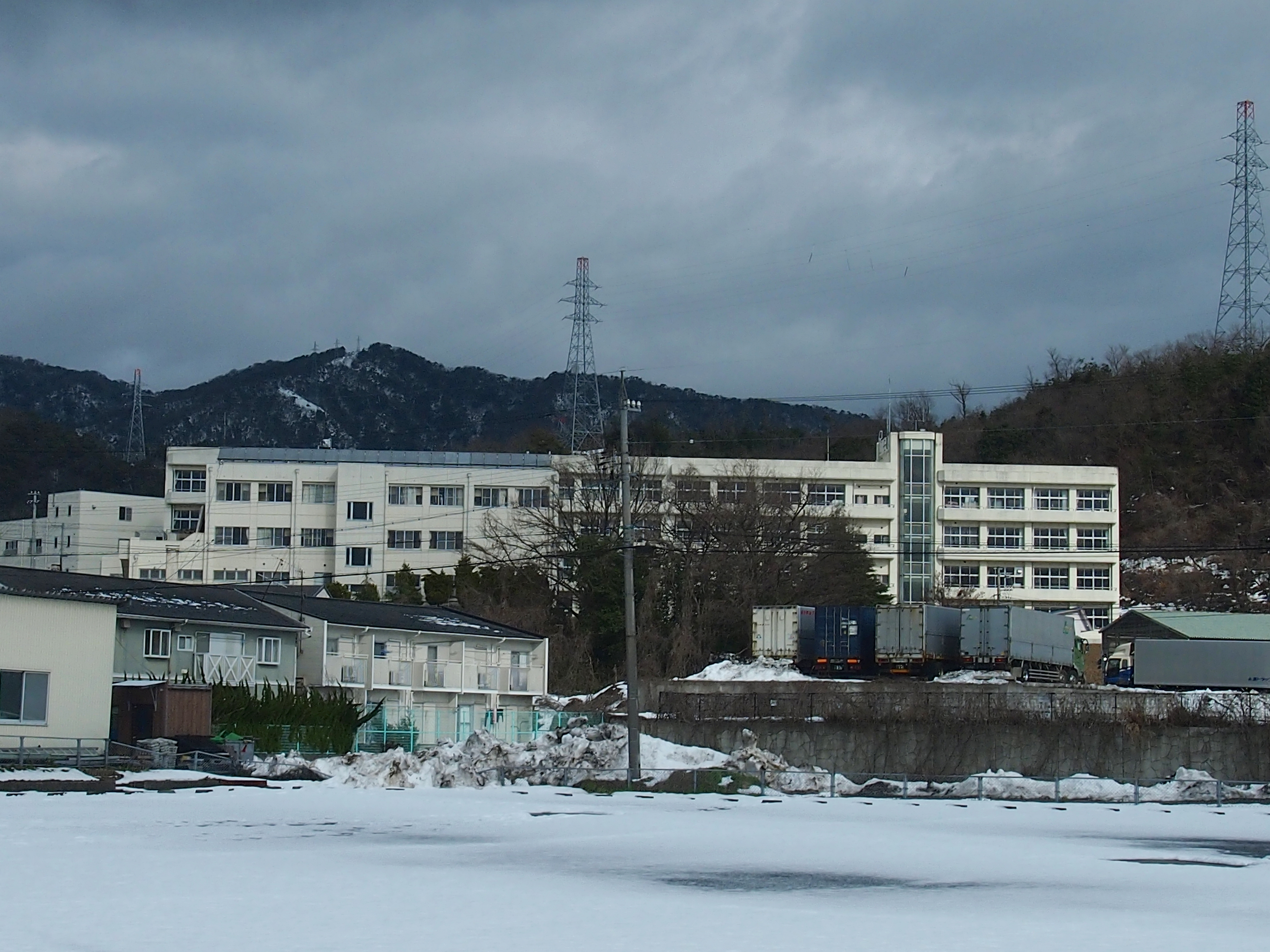
敦賀氣比高等學校及附屬中學校
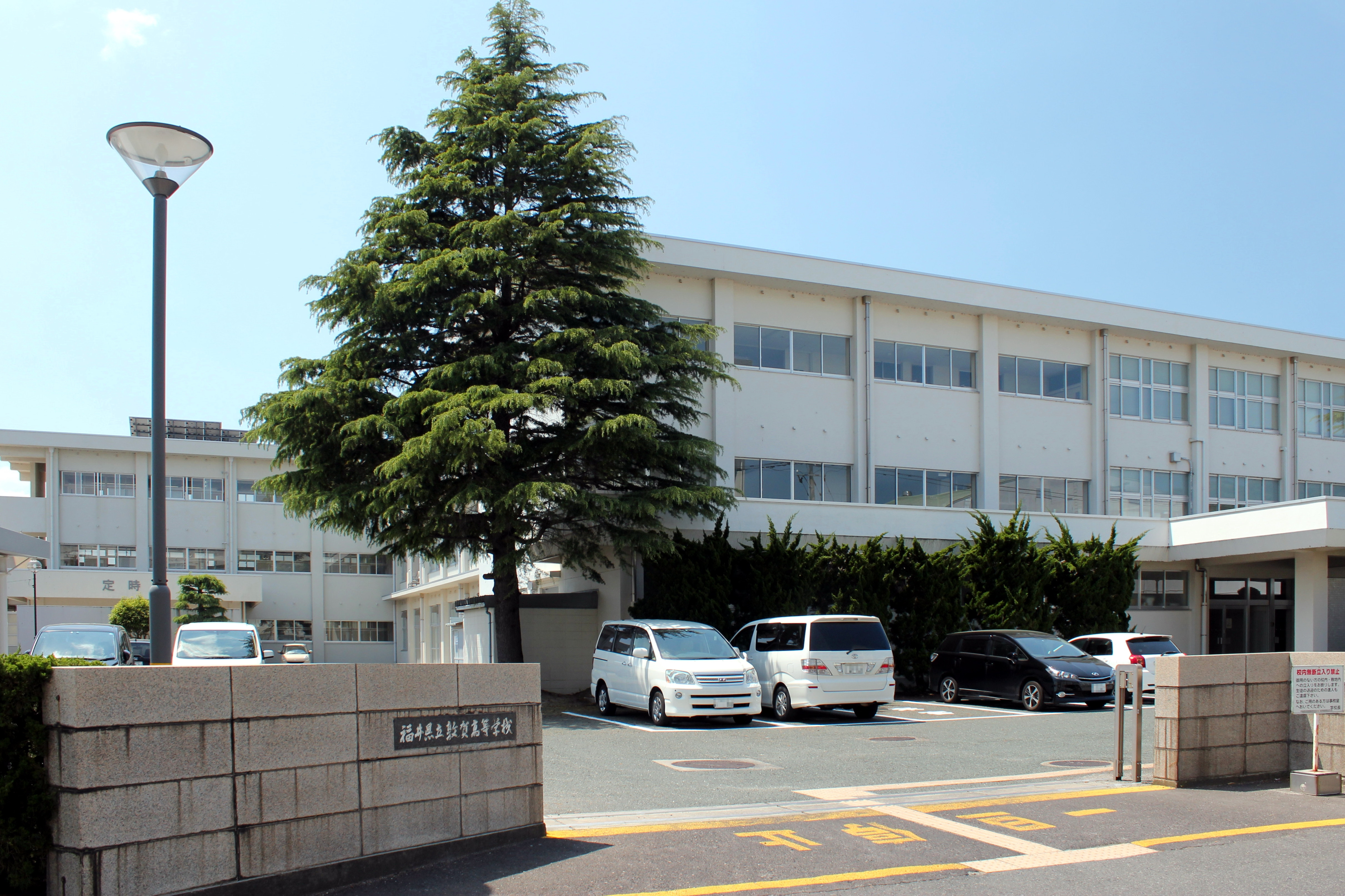
福井縣立敦賀高等學校

## 姊妹、友好城市

### 日本
- 水戶市（茨城縣）
兩地於1965年締結為姊妹都市。
- 各务原市（岐阜县）
兩地於1989年締結為友好都市。

### 海外
- 東海市（韓國江原道）
兩地於1981年締結為姊妹都市。
- 納霍德卡（俄羅斯滨海边疆区）
兩地於1982年締結為姊妹都市。
- 台州市（中國浙江省）
兩地於2001年締結為姊妹都市。